# Spółdzielnia mieszkaniowa

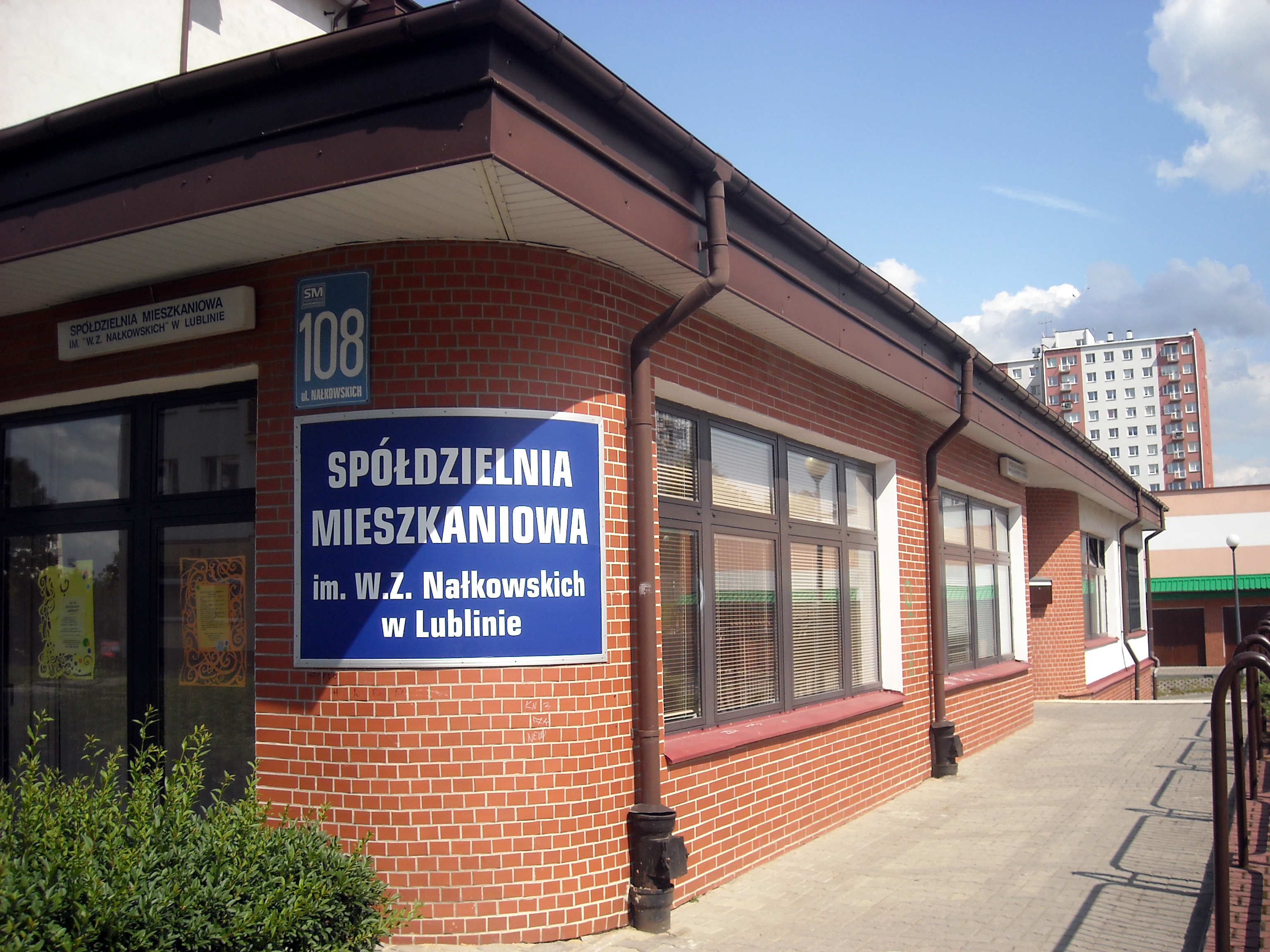
Siedziba Zarządu Spółdzielni Mieszkaniowej im. W. Z. Nałkowskich w lubelskiej dzielnicy Wrotków

Spółdzielnia mieszkaniowa (SM) – dobrowolne i samorządne zrzeszenie członków prowadzące działalność gospodarczą zmierzającą do zaspokojenia potrzeb mieszkaniowych swych członków oraz ich rodzin, przez dostarczanie członkom samodzielnych lokali mieszkalnych lub domów jednorodzinnych, a także lokali o innym przeznaczeniu.

## Spółdzielnie mieszkaniowe w Polsce
Spółdzielnia mieszkaniowa to podmiot działający na podstawie:
- ustawy z dnia 16 września 1982 r. – Prawo spółdzielcze,
- ustawy 15 grudnia 2000 r. o spółdzielniach mieszkaniowych (Dz.U. z 2024 r. poz. 558).

Podstawowym zadaniem spółdzielni mieszkaniowych jest zaspokajanie potrzeb mieszkaniowych i innych potrzeb członków oraz ich rodzin poprzez dostarczanie członkom samodzielnych lokali mieszkalnych lub domów jednorodzinnych, a także lokali o innym przeznaczeniu.
Przedmiotem działalności spółdzielni może być:
1. budowanie lub nabywanie budynków w celu ustanowienia na rzecz członków spółdzielczych lokatorskich praw do znajdujących się w tych budynkach lokali mieszkalnych;
2. budowanie lub nabywanie budynków w celu ustanowienia na rzecz członków odrębnej własności znajdujących się w tych budynkach lokali mieszkalnych lub lokali o innym przeznaczeniu, a także ułamkowego udziału we współwłasności w garażach wielostanowiskowych;
3. budowanie lub nabywanie domów jednorodzinnych w celu przeniesienia na rzecz członków własności tych domów;
4. udzielanie pomocy członkom w budowie przez nich budynków mieszkalnych lub domów jednorodzinnych;
5. budowanie lub nabywanie budynków w celu wynajmowania lub sprzedaży znajdujących się w tych budynkach lokali mieszkalnych lub lokali o innym przeznaczeniu.

Ustawa z 14 czerwca 2007 o zmianie ustawy o spółdzielniach mieszkaniowych oraz o zmianie niektórych innych ustaw (Dz.U. z 2007 r. nr 125, poz. 873) zniosła możliwość ustanawiania spółdzielczego własnościowego prawa do lokalu.

### Spółdzielnie mieszkaniowe w okresie PRL
Od początku lat 60. spółdzielnie mieszkaniowe zaczęły być podstawowym podmiotem zaspokajającym potrzeby mieszkaniowe Polaków. Spółdzielnie budowały w oparciu o wkład własny każdego członka spółdzielni, który wynosił w zależności od okresu, od 5 do nawet 30 procent kosztów. Wkład własny był podstawowym kryterium do uzyskania członkostwa w spółdzielni, a w konsekwencji – otrzymania prawa do spółdzielczego lokalu.
W 1956 roku istniało 297 spółdzielni, zaś w roku 1965 było już 1134. Pod koniec lat 80. liczba spółdzielni wynosiła 3100. Podobny wzrost dotyczył liczby członków spółdzielni mieszkaniowych. Począwszy od ok. ponad 35 tysięcy w 1956 roku, poprzez 332 tysiące w roku 1965 do 3,3 miliona w roku 1987. Budownictwo spółdzielcze ograniczało się jednak niemal wyłącznie do miast. Na wsiach dominowało zaspakajanie potrzeb mieszkaniowych dzięki budownictwu indywidualnemu.